# Shion Inoue
Shion Inoue (井上 潮音 Inoue Shion?), född 3 augusti 1997 i Kanagawa prefektur, är en japansk fotbollsspelare.
Inoue började sin karriär 2016 i Tokyo Verdy.